# Dušan Nedeljković
Dušan Nedeljković (serbisch-kyrillisch Душан Недељковић; geboren 18. Mai 1899 in Isakovo, Königreich Serbien; gestorben 29. Juni 1984 in Belgrad, SFR Jugoslawien) war ein jugoslawischer Philosoph und Sozialwissenschaftler. Er war einer der wichtigsten Befürworter des dialektischen Materialismus und interpretierte viele moderne Denker auf vulgärmarxistische Weise neu.

## Leben
Dušan Nedeljković wurde 1922 mit der Dissertation La philosophie naturelle et relativiste de R. J. Boscovich (Naturphilosophie im Werk von Rugjer Josip Bošković) an der Sorbonne in Paris promoviert. Er unterrichtete danach  Philosophie in Skopje. Zusammen mit Branislav Petronijević nahm er 1934 am VIII. Internationalen Philosophenkongress in Prag teil. 1939 beteiligte er sich an der Gründung der Ethnologischen Gesellschaft in Skopje. Er wurde Mitglied der KPJ, die ihn allerdings 1939 wegen Abweichungen von der stalinistischen Parteilinie in der Nationalitätenfrage ausschloss. Anfang 1940 wurde er aus politischen Gründen im Lager Bileća inhaftiert. 
Nach der deutsch-italienischen Eroberung Jugoslawiens 1941 engagierte er sich im  Nationalen Befreiungskrieg Jugoslawiens. In der zwischenzeitlich befreiten Republik Užice gab er im Oktober 1941 die kurzlebige Widerstandszeitung Vesti heraus und gehörte danach zur Redaktion der von Edvard Kardelj und Milovan Đilas herausgegebenen Borba, die dort ebenfalls nur kurze Zeit erscheinen konnte.
Nedeljković wurde Vorsitzender der Staatskommission zur Aufklärung der Kriegsverbrechen der Besatzer und ihrer Helfer (DKZ), die vom Antifaschistischen Rat der Nationalen Befreiung Jugoslawiens (AVNOJ) am 30. November 1943 eingerichtet wurde. Der Sitz der Kommission befand sich zunächst in Vis und wurde nach der Befreiung nach Belgrad verlegt. Nedeljković arbeitete dem Geheimdienst OZNA zu, der im Rahmen der Säuberungen und Vertreibungen unzählige Verbrechen beging. Die Kommission wurde im September 1947 nach getaner Arbeit aufgelöst. Nedeljković war Mitglied des jugoslawischen Regierungsausschusses zur Sicherstellung von Beweismitteln gegen den Angeklagten der Nürnberger Prozesse. Er selbst besuchte ab dem 17. Dezember 1945 die Verhandlungen des Nürnberger Prozesses gegen die Hauptkriegsverbrecher, bei dem aus zwei seiner Dossiers in öffentlicher Sitzung zitiert wurde.
Nedeljković wurde ordentlicher Professor an der wiedereröffneten Belgrader Universität und war 1946/47 und 1947/49 Dekan der Philosophischen Fakultät. Bei der politischen Säuberung waren unter seinem Mitwirken an der Philosophischen Fakultät auch alle Hochschullehrer aus der Vorkriegszeit entlassen worden. In den ersten Jahren nach der Befreiung unterrichtete er auch wieder an der Philosophischen Fakultät der Universität Skopje. 1946 wurde er zum Mitglied der Serbischen Akademie der Wissenschaften und Künste gewählt.
Nedeljković wandte sich der marxistischen Philosophie des dialektischen Materialismus zu und schrieb über zehn Bücher auf diesem Gebiet. Er stand im Ruf eines „marxistischen Philosophen“ und eines „Kommunisten ohne Kompromisse“. Anfang 1952 hielt er vier Vorlesungen unter dem Titel „Philosophische Fronten in der Welt“, in denen er nicht nur den Stalinismus kritisierte, sondern auch einige der Theorien von Engels und Lenin. Er geriet in die Parteikritik und wurde an der Hochschule vorzeitig emeritiert. 
Nedeljković konnte weiterhin fleißig forschen und publizieren. An der Wissenschaftsakademie wurde er Sekretär des Instituts für Sozialwissenschaften zwischen 1958 und 1960 sowie zwischen 1971 und 1977. 1974 wurde er zum auswärtigen Mitglied der Mazedonischen Akademie der Wissenschaften und Künste gewählt.

## Schriften (Auswahl)
- mit Ivan Grgić: Report on Italian crimes against Yugoslavia and its peoples, Belgrad : Državna komisija za utvrđivanje zločina okupatora i njihovih pomagača, 1946 (Nachweis bei WorldCat)
- Naša filozófija u borbi za socijalizam (Unsere Philosophie im Kampf für den Sozialismus), 1952
- Leonardo da Vinči, umetnik i estetičar (Leonardo da Vinci, Künstler und Ästhetiker), 1957
- Pragmatizam i dijalektika (Pragmatismus und Dialektik), 1960
- Ruđer Bošković u svome vremenu i danas (Rugjer Josip Bošković zu seiner Zeit und heute), 1961
- Holbah (Holbach), 1965
- (als Hrsg.): Narodi jugoslavije (Die Völker Jugoslawiens), 1965
- (mit Sergije Dimitrijević): Razvitak črnotravskih i leskovačkih narodnih pesama oslobodilačkog rata i revolucije (Die Entwicklung der Volkslieder aus Crna Trava und Leskovac in Befreiungskrieg und Revolution), 1967
- Etika (Ethik), 3 Bände 1969–1977
- Marko Dominis u nauci i utopiji na delu (Markantun de Dominis in der Wissenschaft und Utopie am Werk), 1975
- Svetozar Marković u razvoju socialističke misli na delu (Svetozar Marković in der Entwicklung des sozialistischen Denkens am Werk), 1975
- Vuk i narodno stvaralaštvo u kulturnoj revoluciji našeg doba (Vuk und die Volksdichtung in der Kulturrevolution unserer Zeit), 1975
- Dijalektika na delu (Dialektik am Werk), 1976
- Dijalektika (Dialektik), 1982

Dušan Nedeljković war gemeinsam mit Radomir Lukić Herausgeber der vollständigen Werke (Celokupna dela) von Svetozar Marković, deren 17 Bände in den Jahren 1987 bis 1999 erschienen.
Für weitere Einzeltitel siehe: Dušan Nedeljković (1899-1984) : œuvres, 60 Einträge bei Bibliothèque nationale de France (BNF), die serbischen Titel in Transliteration